# Liste der Stationen der Metro Kanpur

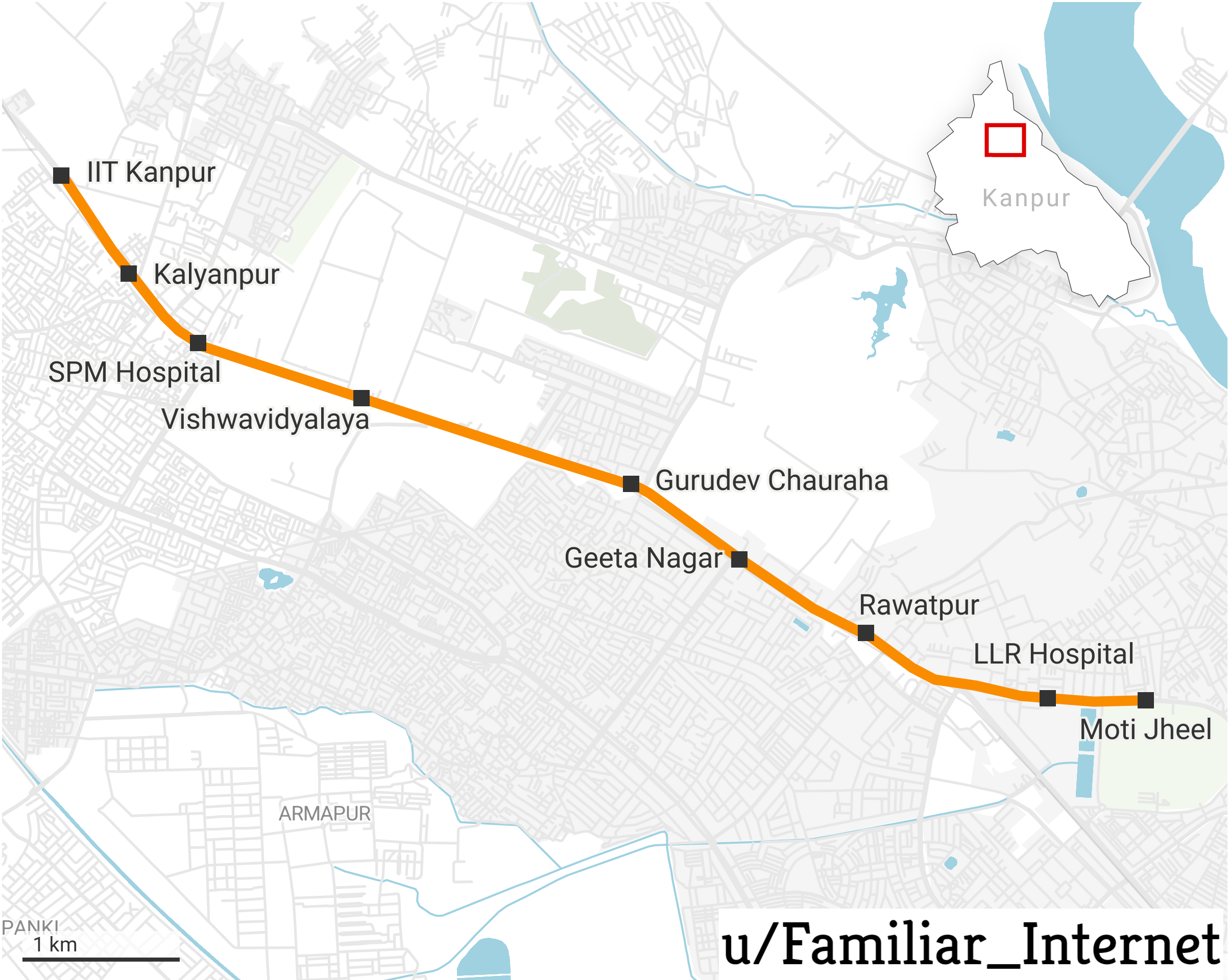
Netzplan der Metro

Die Liste der Stationen der Metro Kanpur ist eine Übersicht über die U-Bahnhöfe, die von der Kanpur Metro bedient werden. Das Netz umfasst derzeit eine Linie. Bei einer Streckenlänge von 8,98 Kilometern werden insgesamt 9 Stationen bedient.
| Linie         | Anzahl Stationen | Länge   | durchschnittl. Abstand | Eröffnung     | Jüngste Erweiterung |
| ------------- | ---------------- | ------- | ---------------------- | ------------- | ------------------- |
| "Orange Line" | 9                | 8,98 km |                        | 28. Dez. 2021 |                     |

## Legende
Die nachfolgende Liste gibt eine alphabetische Übersicht über die Bahnhöfe der Metro. Darüber hinaus werden weitergehende Informationen zu diesen, Verweise zu nahegelegenen Sehenswürdigkeiten und Bilder der Bahnsteige aufgezeigt. Die Bahnhöfe sind in alphabetischer Reihenfolge sortiert.
- Bahnhof: Name der Station in englischer Sprache
- Bahnhof: Name der Station in Hindi
- Linie: Metrolinie, die die Station bedient.
- Eröffnung: Eröffnung der Station bzw. der Bahnsteigebene
- Lage: Lage der Bahnsteigebene (ober- bzw. unterirdisch).
- Stadtteil: Stadtteil, in der sich der U-Bahnhof befindet.
- Anmerkungen: weitere Informationen wie etwa ehemalige Stationsnamen.
- Umgebung: Sehenswürdigkeiten oder Institutionen in der näheren Umgebung.
- Bild: Bild der Station.

## Stationen
| Bahnhof (englisch) | Bahnhof (hindi) | Linie       | Eröffnung     | Lage     | Distrikt                           | Anmerkungen | Umgebung                                | Bild             |
| ------------------ | --------------- | ----------- | ------------- | -------- | ---------------------------------- | ----------- | --------------------------------------- | ---------------- |
| Geeta Nagar        | गीता नगर          | Orange Line | 28. Dez. 2021 | Hochbahn | Chhapeda Pulia, Nawabganj          |             |                                         | Geeta Nagar      |
| Gurudev Chauraha   | गुरुदेव चौराहा        | Orange Line | 28. Dez. 2021 | Hochbahn | Khyora                             |             |                                         | Gurudev Chauraha |
| IIT Kanpur         | आई आई टी कानपुर    | Orange Line | 28. Dez. 2021 | Hochbahn | Kalyanpur                          |             | Indian Institute of Technology Kanpur   | IIT Kanpur       |
| Kalyanpur          | कल्याणपुर          | Orange Line | 28. Dez. 2021 | Hochbahn | Gooba Gardens, Kalyanpur           |             |                                         | Kalyanpur        |
| LLR Hospital       | एल एल आर हॉस्पिटल  | Orange Line | 28. Dez. 2021 | Hochbahn | Sarvodaya Nagar                    |             |                                         | LLR Hospital     |
| Moti Jheel         | मोती झील           | Orange Line | 28. Dez. 2021 | Hochbahn | Motilal Swaroop Nagar, Harsh Nagar |             |                                         | Moti Jheel       |
| Rawatpur           | रावतपुर           | Orange Line | 28. Dez. 2021 | Hochbahn | Rawat Pur, Kanpur                  |             |                                         | Geeta Nagar      |
| SPM Hospital       | एस पी एम हॉस्पिटल   | Orange Line | 28. Dez. 2021 | Hochbahn | Kalyanpur                          |             | Chhatrapati Shahu Ji Maharaj University | SPM Hospital     |
| Vishwavidyalaya    | विश्वविद्यालय        | Orange Line | 28. Dez. 2021 | Hochbahn | Kalyanpur                          |             | Chhatrapati Shahu Ji Maharaj University | Vishwavidyalaya  |